# Diana

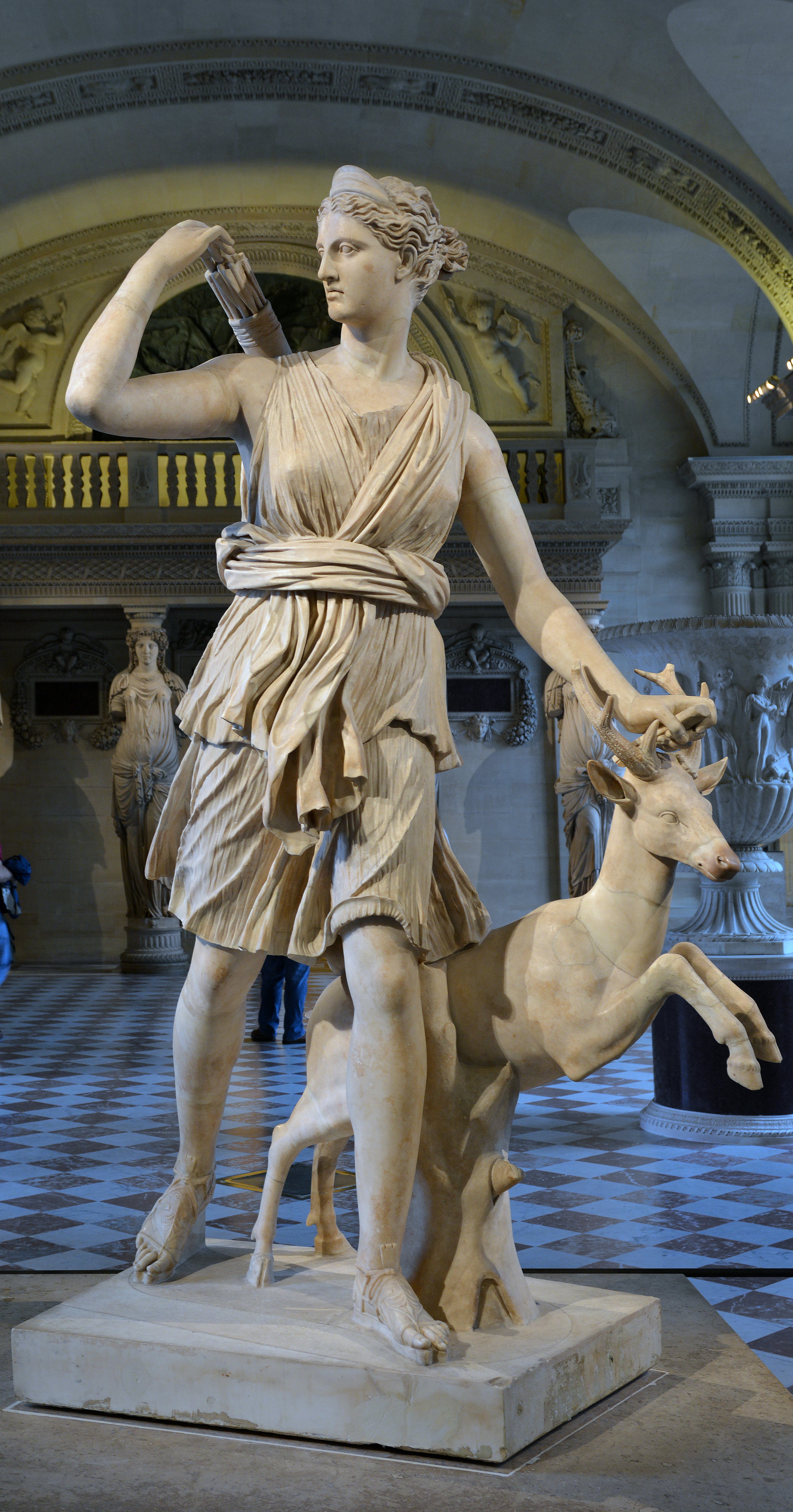
Statua di Diana/Artemide con un capriolo, copia romana di originale ellenistico. Parigi, museo del Louvre

Diana è una dea italica, latina e romana, signora delle selve, protettrice degli animali selvatici, custode delle fonti e dei torrenti, protettrice delle donne, cui assicurava parti non dolorosi, e dispensatrice della sovranità. Spesso questa dea romana si fa corrispondere alla dea Artemide della mitologia greca, ma secondo alcuni studiosi la fusione fra le due figure avvenne solo in un secondo momento. Artemide-Diana, dea della caccia, della verginità, del tiro con l'arco, dei boschi e della Luna, durante il sincretismo religioso dell'età imperiale venne ulteriormente identificata con altre divinità femminili orientali.
Secondo la leggenda, Diana - giovane vergine abile nella caccia, irascibile quanto vendicativa - era amante della solitudine e nemica dei banchetti; era solita aggirarsi in luoghi isolati. In nome di Amore aveva fatto voto di castità e per questo motivo si mostrava affabile, se non addirittura protettiva, solo verso chi — come Ippolito e le ninfe che promettevano di mantenere la verginità — si affidava a lei.
Diana è gemella di Apollo (o Febo) ed è figlia di Giove e Latona.

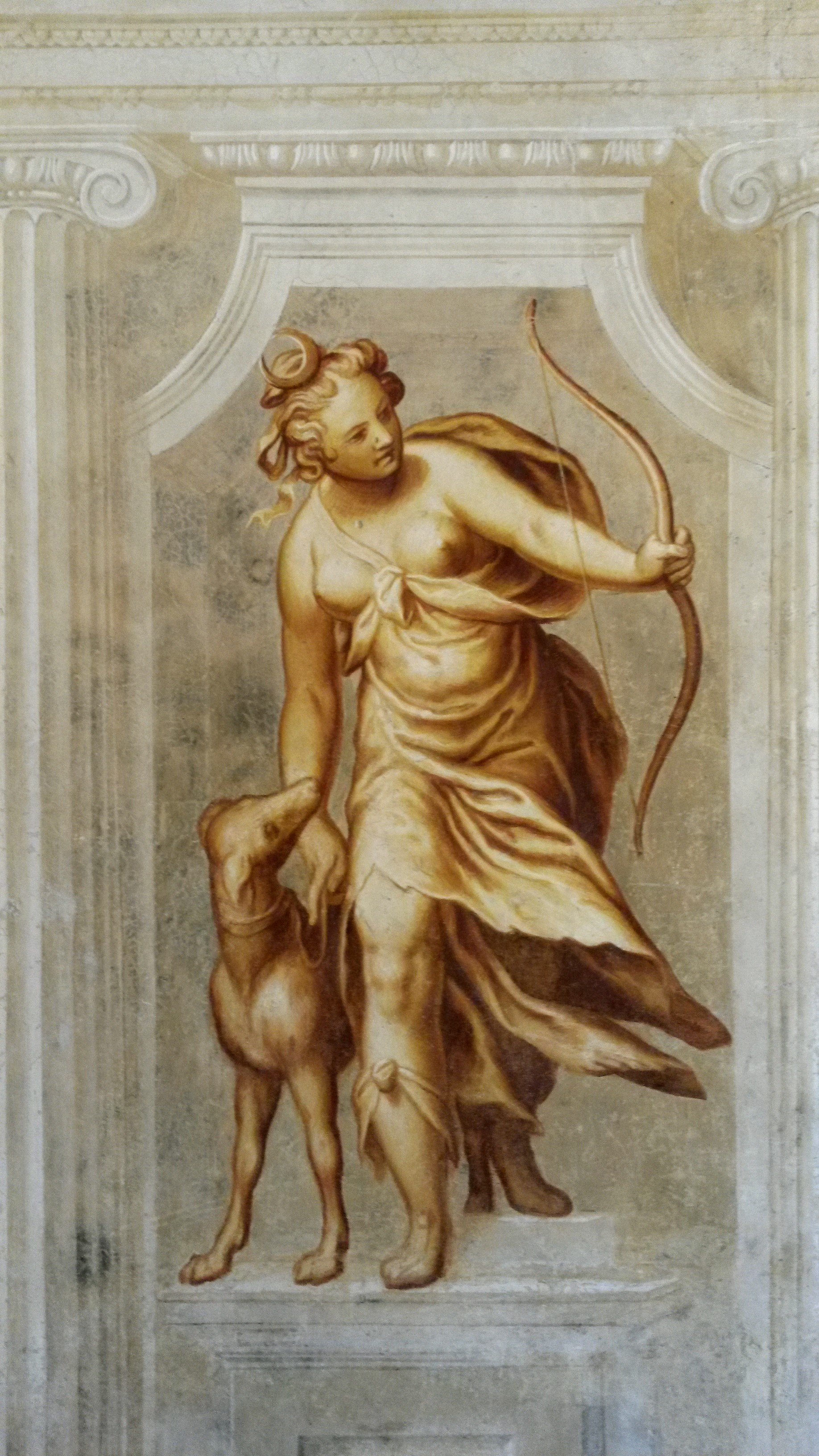
Paolo Farinati, Diana, 1590 circa, affresco, Villa Nichesola-Conforti, Ponton di Sant'Ambrogio di Valpolicella (Verona).

## Etimologia
La radice si trova nel termine latino dius ("della luce", da dies, "[la luce del] giorno"), arcaico divios per cui il nome originario sarebbe stato Diviana. La luce a cui si riferisce il nome sarebbe quella che filtra dalle fronde degli alberi nelle radure boschive, mentre viene respinta quella della Luna perché tale associazione con la dea fu molto tarda.

## Simboli associati alla dea
La simbologia della dea è legata al mondo delle selve: già in molte gemme la si vede portare una fronda in una mano e una coppa ricolma di frutti nell'altra, in piedi accanto ad un altare, dietro al quale si intravede un cervo.
Su un candelabro d'argento conservato nei Musei Vaticani la dea non viene raffigurata in forma umana, ma una serie di simboli ne richiamano alla mente il numen, in parte identificato con la dea greca Artemide: un albero di lauro (sacro ad Apollo) al quale sono appese le armi da caccia della dea (l'arco, la faretra e la lancia), un palo conico al quale sono applicate le corna di un cervo, un altare ricolmo di offerte tra le quali si scorge una pigna, una fiaccola accesa (a ricordare la sua accezione originaria di dea della luce) appoggiata all'altare e un cervo accanto ad esso.

## Santuari
Il principale luogo di culto di Diana si trovava presso il piccolo lago laziale di Nemi, sui colli Albani, e il bosco che lo circondava era detto nemus aricinum per la vicinanza con la città di Ariccia. Il santuario di Ariccia potrebbe essere stato il nuovo santuario federale dei latini dopo la caduta di Alba Longa. Ciò è desumibile da quanto riportato da Catone il Censore nelle Origines, cioè che il dittatore tusculano Manio Egerio Bebio officiò una cerimonia comunitaria nel nemus aricinum insieme ai rappresentanti delle altre principali comunità latine dell'epoca (Ariccia, Lanuvio, Laurentum, Cora, Tibur, Pometia, Ardea e i Rutuli): Lucum Dianium in nemore Aricino Egerius Baebius Tusculanus dedicavit dictator Latinus. Hi populi communiter: Tusculanus, Aricinus, Lanuvinus, Laurens, Coranus, Tiburtis, Pometinus, Ardeatis, Rutulus..
In seguito Servio Tullio fonda il nuovo tempio di Diana sull'Aventino e lì sposta il centro del culto federale con il consenso dell'aristocrazia latina. Dall'episodio dell'uccisione di Servio Tullio ad opera della figlia Tullia, sappiamo dell'esistenza di un tempio dedicato alla dea anche nel quartiere delle Carinae all'Esquilino.
Altri santuari erano situati nei territori del Lazio antico e della Campania: il colle di Corne, presso Tusculum, dove è chiamata con il nome latino arcaico di deva Cornisca e dove esisteva un collegio di cultori della dea come attesta un'iscrizione ritrovata presso Tuscolo e dedicata ai Mani di Giulio Severino patrono del collegio; il monte Algido, sempre presso Tuscolo; a Lanuvio, dove è festeggiata alle idi (13) di agosto dal Collegio Salutare di Diana e Antinoo; a Tivoli, dove è chiamata Diana Opifera Nemorense; un bosco sacro citato da Tito Livio ad compitum Anagninum, cioè all'incrocio fra la via Labicana e la via Latina, presso Anagni, e del quale nel settembre 2007 si è parlato del possibile ritrovamento dei suoi resti; il monte Tifata, presso Caserta.
Di recente scoperta è un santuario dedicato a Diana Umbronensis all'interno del Parco naturale della Maremma.

## Rapporto con la sovranità

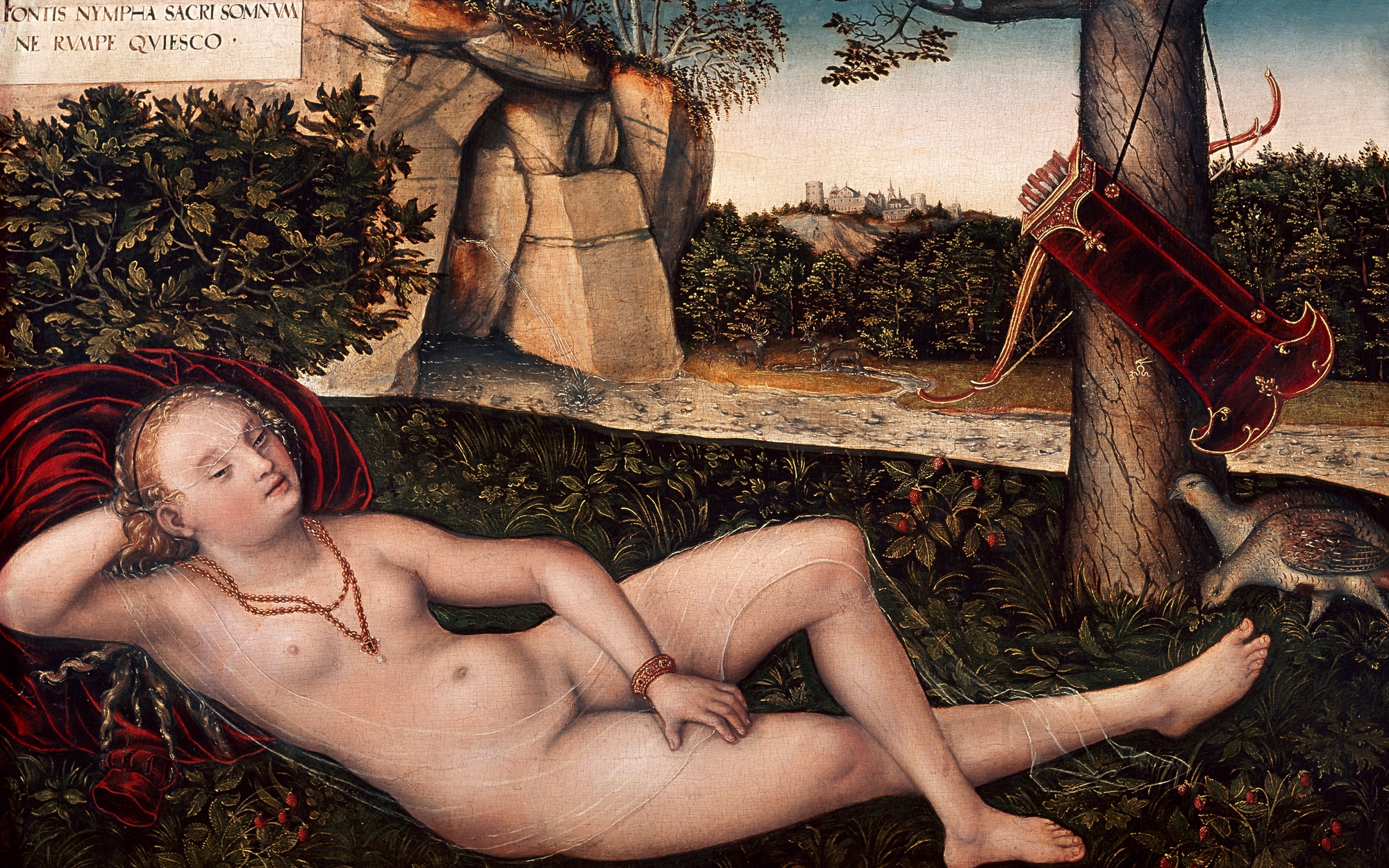
Lucas Cranach il Vecchio, Diana in riposo, primo quarto del XVI secolo, Besançon, Musée des Beaux-Arts.

Come già in altre culture, anche in quella latina appare la connessione tra il simbolismo delle corna e la divinità, in questo caso la dea Diana. Tito Livio infatti ricorda un episodio in cui era stato predetto che chi avesse sacrificato una certa vacca di grande bellezza avrebbe dato al suo popolo l'egemonia sull'intera regione del Lazio antico. Il sabino proprietario della vacca si recò al tempio di Diana a Roma per sacrificarla, ma il sacerdote del tempio riuscì con uno stratagemma a distrarre il sabino e sacrificò lui la vacca alla dea garantendo alla città di Roma l'egemonia; le corna stesse furono affisse all'entrata del tempio come ricordo della vicenda e come pegno tangibile della sovranità sul Lazio.
Il legame con la sovranità e la regalità è esplicitato anche dal rapporto tra la dea e il Rex Nemorensis, il sacerdote di Diana che viveva nel bosco sacro sulle rive del Lago di Nemi.
Nell'Eneide la dea Diana protegge Camilla, la giovane vergine guerriera, regina dei Volsci, descritta quasi come un alter ego della dea. La morte di Camilla in battaglia scatena la vendetta della dea contro Arrunte, il suo uccisore.

## Identificazione con la dea greca Artemide
Diana viene spesso identificata come la dea Artemide della mitologia greca, anche se la somiglianza tra le due non è così marcata, tanto che si possono definire come due entità distinte: per esempio, Diana manifesta il carattere di protettrice della partorienti in modo molto più accentuato, mentre in Artemide prevale il carattere di protettrice dei boschi e degli animali.
Fin dal XV secolo a.C. a Creta veniva venerata una dea protettrice dei boschi e delle montagne; ugualmente, a Efeso, fu a lungo praticato il culto di una similare divinità i cui connotati conducono però alla dea frigia Cibele e, contestualmente, alla dea che in tutto il bacino dell'Egeo rappresentava la Madre Terra, vale a dire Gea. Facile comprendere, quindi, come - in base alle diverse epoche e civiltà - siano possibili diverse interpretazioni di una medesima divinità. Ed in questo contesto è possibile vedere anche una associazione della figura di Diana con quella della divinità lunare Selene: in molti riti dei romani, inoltre, Diana viene venerata come divinità trina, punto di congiunzione della Terra e della Luna per personificare il Cielo (in contrasto a Ecate cui era riservato il Regno dei Morti).

## Diana e la stregoneria

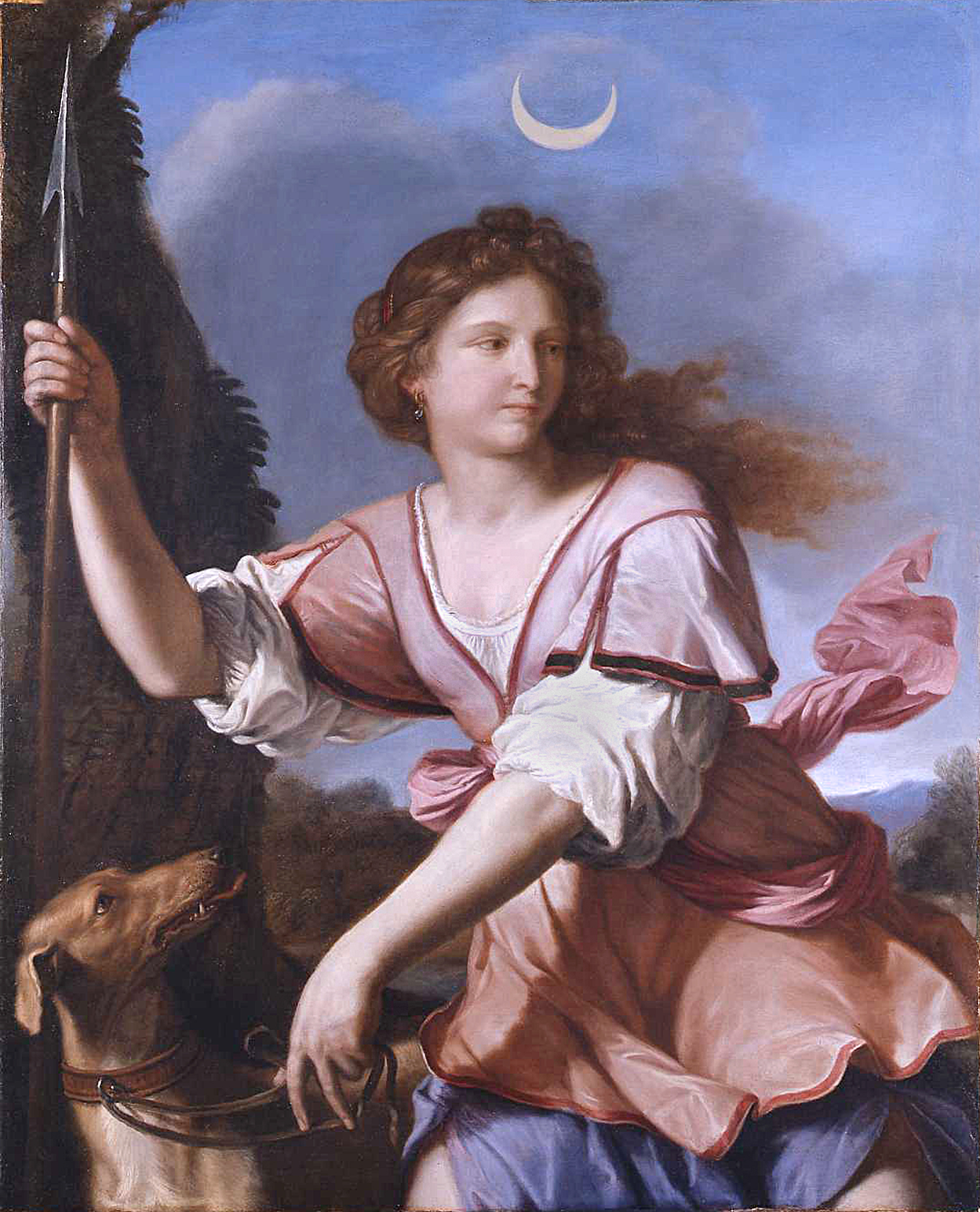
La dea Diana che ancora nel Seicento appare associata al simbolismo lunare delle corna, come in questo quadro di Guercino.

La dea Diana, identificata nella sua manifestazione lunare, è stata utilizzata da Charles Leland nel suo Vangelo delle streghe come divinità centrale di un presunto culto di stregoneria che sarebbe esistito dal Medioevo all'Età contemporanea. In questa interpretazione, Diana è adorata come dea dei poveri, degli oppressi e dei perseguitati dalla Chiesa cattolica, e per diffondere il culto della stregoneria manda sua figlia Aradia a liberare dagli oppressori gli schiavi e a divulgare la propria religione. In questo unico mito Diana non è vergine, ma è sposa e figlia di Giove e in seguito sposa e sorella di Dianus Lucifero, con cui generò Aradia.

## Diana nell'arte

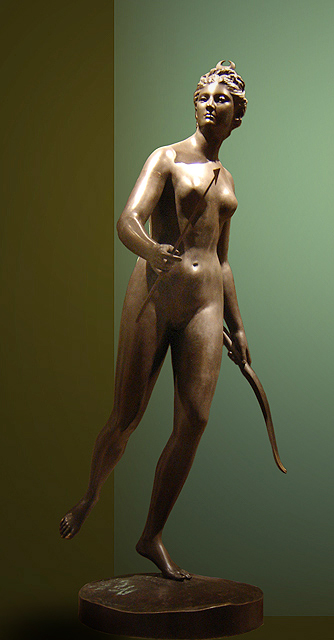
Jean-Antoine Houdon, Diana cacciatrice, 1790, bronzo, Louvre.

In molte rappresentazioni pittoriche e in letteratura, Diana cacciatrice - la cui grazia femminile del corpo contrasta decisamente con l'aspetto fiero e quasi virile del viso - viene spesso raffigurata con arco e frecce. Di figura atletica e longilinea, porta i capelli raccolti dietro il capo e indossa vesti semplici, quasi a sottolineare una natura dinamica, se non addirittura androgina.
La sua associazione con la luna la porta spesso ad essere ritratta mentre guida il carro della luna, mentre suo fratello gemello Apollo, guida il carro del sole.

### Pittura
- Bagno di Diana e storie di Atteone e Callisto di Rembrandt Harmenszoon Van Rijn.
- Diana al bagno di François Boucher (1742).
- Diana e Atteone di Tiziano (1556-1559 circa).
- Diana e Callisto di Peter Paul Rubens (1637-1638).
- Camera della Badessa di Correggio (1519-1520).
- La stanzetta di Diana e Atteone del Parmigianino (1524).

### Cinema
- Gladiatori di Roma di Iginio Straffi (2012).

## Influenza culturale
A Diana è intitolato il Diana Chasma su Venere.